# Tumor endometrioide
Los tumores endometrioides son una clase de tumores que se caracterizan por su parecido con el endometrio/ carcinoma endometrial, y más de un tercio de los casos tienen una diferenciación escamosa focal.

## Ovario

Cánceres de ovario en mujeres de más de 20 años, con un área que representa la incidencia relativa y un color que representa la tasa de supervivencia relativa a 5 años El tumor endometrioide está marcado en la parte inferior izquierda.

Forman parte del grupo de tumores epiteliales de superficie de las neoplasias ováricas (de las cuales el 10-20% son del tipo endometrioide). Las variantes benignas y limítrofes son raras, ya que la mayoría son malignas. Existe una asociación con la endometriosis y el carcinoma endometrial primario concurrente (cáncer de endometrio).
En el examen patológico macroscópico, el tumor es quístico y puede ser sólido y algunos surgen en la endometriosis quística. En el 40% de los casos, los tumores endometrioides son bilaterales.

## Endometrio
El carcinoma endometrioide también puede surgir en el endometrio.

Los grados 1 y 2 se consideran cáncer de endometrio "tipo 1", mientras que el grado 3 se considera "tipo 2".

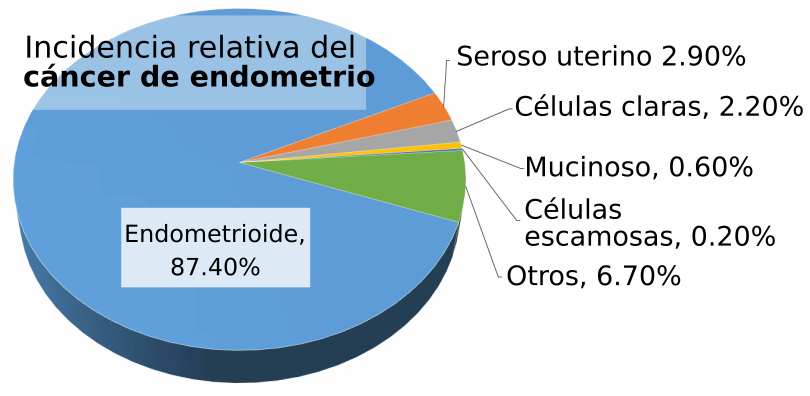
Incidencias relativas de carcinomas de endometrio por histopatología, siendo endometrioide en la mayoría de los casos.

## Microscopía óptica
La microscopía óptica muestra glándulas tubulares, parecidas al endometrio

## Biología molecular

### Mutaciones CTNNB1 y PTEN
Los carcinomas endometrioides de ovario y de endometrio tienen perfiles de mutación de los genes CTNNB1 y PTEN distintos. Las mutaciones de PTEN son más frecuentes en los carcinomas endometrioides de bajo grado (67%) en comparación con los carcinomas endometrioides de bajo grado de ovario (17%). Por el contrario, las mutaciones de CTNNB1 son significativamente diferentes en los carcinomas endometrioides de ovario de bajo grado (53%) en comparación con los carcinomas endometrioides de bajo grado (28%). Esta diferencia en la frecuencia de mutaciones en CTNNB1 puede reflejar los distintos microambientes tumorales; las células epiteliales que recubren un quiste endometriósico dentro del ovario están expuestas a un entorno altamente oxidativo que promueve la tumorigénesis.